# Zeta Beta Tau
Zeta Beta Tau (ΖΒΤ) é uma irmandade estudantil. ZBT foi fundada o 29 de dezembro de 1898, como a primeira fraternidade sionista judia. Actualmente, Zeta Beta Tau tem abandonado seu requerimento de pertence à fé judia, bem como a ideologia sionista que tinha no momento de sua fundação.

## História
Desde 1954, Zeta Beta Tau tem sido uma organização não sectária, e abriu suas portas aos membros não judeus, mudando sua política de pertence para incluir em qualquer homem com bom carácter. ZBT valoriza a diversidade étnica de seus membros.Quatro fraternidades fundiram-se com Zeta Beta Tau no passado: Phi Alpha, Kappa Nu, Phi Sigma Delta e Phi Epsilon Pi.
Zeta Beta Tau foi fundada em 1898 como a primeira fraternidade judia dos Estados Unidos, apesar de que actualmente não é uma fraternidade sectária.
A fraternidade Zeta Beta Tau foi dirigida até sua morte por Richard James Horatio Gottheil, um professor de idiomas da Universidade de Columbia. Na convenção nacional de 1954, os delegados modificaram a constituição, os rituais, e os procedimentos internos de Zeta Beta Tau, tanto na teoria como na prática, para eliminar o sectarismo, e mudaram a sua política de membresia. Apesar das mudanças na convenção de 1954 que permitiram a abertura dos capítulos locais, ZBT continua a ter como pilar sua tradição religiosa e cultural, possuindo laços estreitos tanto nacionalmente como localmente com organizações da comunidade judaica, Chabad Lubavitch, Hillel  e organizações zionistas.
Na actualidade, a fraternidade Zeta Beta Tau tem aproximadamente 140.000 membros, com capítulos e colónias em mais de 90 campus. Zeta Beta Tau aboliu a prática do pledging em 1989, como uma forma de combater e eliminar o hazing, e substituiu a prática do pledging por outro procedimento no qual os novos membros são aceitou como irmãos ao receber uma oferta da fraternidade.  Apesar de oficialmente abolidas, hazing e pledging na prática continuam a ser adotados pela maioria dos capítulos, como acontece como outras fraternidades, devido à persistência das tradições dos capítulos locais.

## Filantropia
Numa reunião no verão de 2002, do conselho supremo de ZBT em Pittsburgh, Pensilvânia, a organização Children's Miracle Network Hospitals, foi eleita como a filantropia oficial da fraternidade Zeta Beta Tau.